# Зезінью
Жозе Луїш Мендіш Лопіш (порт. José Luís Mendes Lopes, нар. 23 вересня 1992, Бісау), відомий як Зезінью — футболіст Гвінеї-Бісау, півзахисник грецького клубу «Левадіакос».
Виступав, зокрема, за «Спортінг», а також національну збірну Гвінеї-Бісау.

## Клубна кар'єра
У дорослому футболі дебютував 2007 року виступами за команду клубу «Спортінг» (Бісау), в якій провів один сезон. 
Своєю грою за цю команду привернув увагу представників тренерського штабу лісабонського «Спортінга», до складу другої команди якого приєднався 2008 року. Відіграв за дублерів лісабонського клубу наступні три сезони своєї ігрової кар'єри. В 2011 році підписав перший професіональний контракт зі «Спортінгом» (Лісабон)
Протягом 2011—2012 років на правах оренди (без права викупу) захищав кольори команди клубу «Атлетіку» (Лісабон).
2012 року уклав новий контракт зі «Спортінгом», у складі якого провів наступний рік своєї кар'єри гравця. 13 січня 2013 року зіграв свій перший матч у Прімейра-Лізі проти «Ольяненсе». На 75-ій хвилині матчу він замінив Закарію Лабіяда (2:0)
У серпні 2013 року був відданий в річну оренду (без права викупу) грецькому клубу «Верія». А вже 14 вересня 2013 року дебютував у 4-му турі грецької Суперліги проти ПАОКа (поразка з рахунком 1:2). 
В 2014 році виступав на правах оренди в кіпрському АЕЛі.
До складу клубу «Левадіакос» приєднався 2016 року. Відтоді встиг відіграти за лівадійський клуб 12 матчів в національному чемпіонаті.

## Виступи за збірну
Головний тренер національної збірної Гвінеї-Бісау Луїш Нортон ді Матуш викликав його для участі в офіційних матчах. 4 вересня 2010 року Зезінью дебютував у матчі кваліфікації Кубку африканських націй 2012 року проти Кенії. Наразі провів у формі головної команди країни 23 матчі, забивши 2 голи.
У складі збірної був учасником Кубка африканських націй 2017 року у Габоні.